# Caramel au beurre salé
Pour les articles homonymes, voir Caramel (homonymie) et beurre salé.
Le caramel au beurre salé est une confiserie et une spécialité culinaire gastronomique traditionnelle emblématique de la cuisine bretonne, à base de sucre caramelisé, de beurre salé et de crème fraîche.

## Histoire
Les origines du sucre caramélisé au beurre salé breton ne sont pas connues. Le kouign-amann, pâtisserie emblématique bretonne à base de beurre demi-sel et de sucre caramélisé est créé dans les années 1860, les bonbons au caramel mou à base de beurre salé Niniche datent de 1906, et la pâte à tartiner au caramel au beurre salé Salidou date des années 1950.

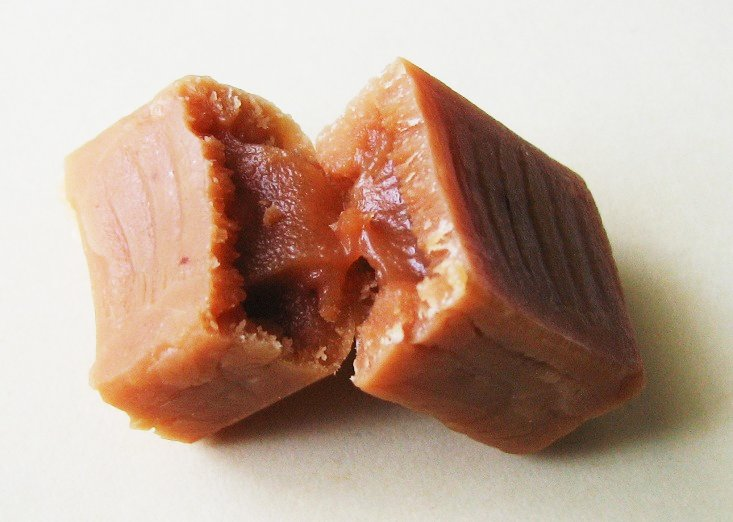
Caramel mou au beurre salé.
Avec des macarons.
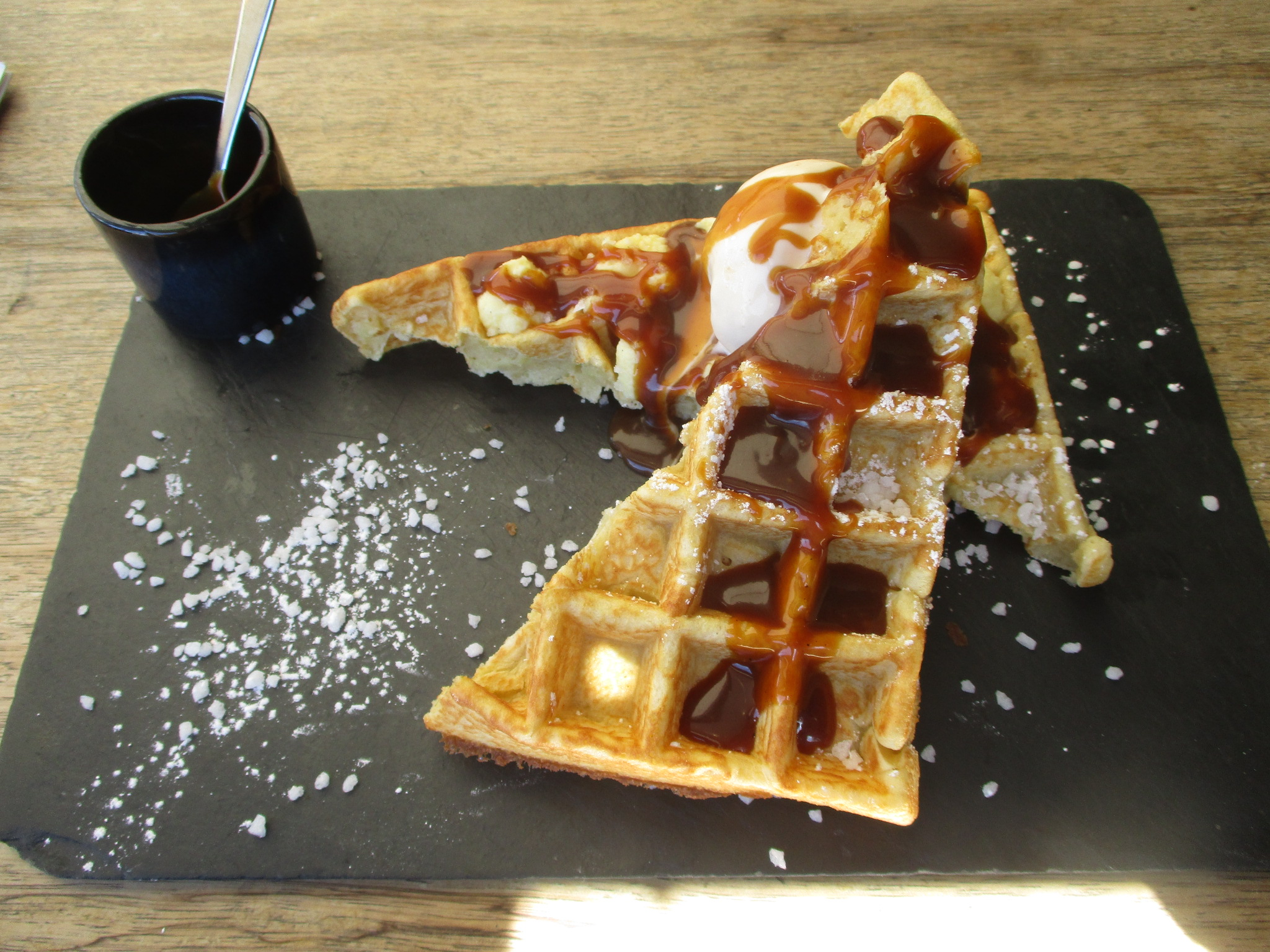
Avec une gaufre.

Sa notoriété grandit à la fin des années 1970 lorsque le maître chocolatier et caramélier Henri Le Roux, de Pont-l'Abbé dans le Finistère en Bretagne, créé un bonbon au caramel au beurre salé et aux noisettes et le commercialise avec succès à Paris, remportant de nombreux concours, en tant que friandise emblématique de la cuisine bretonne,,,. 

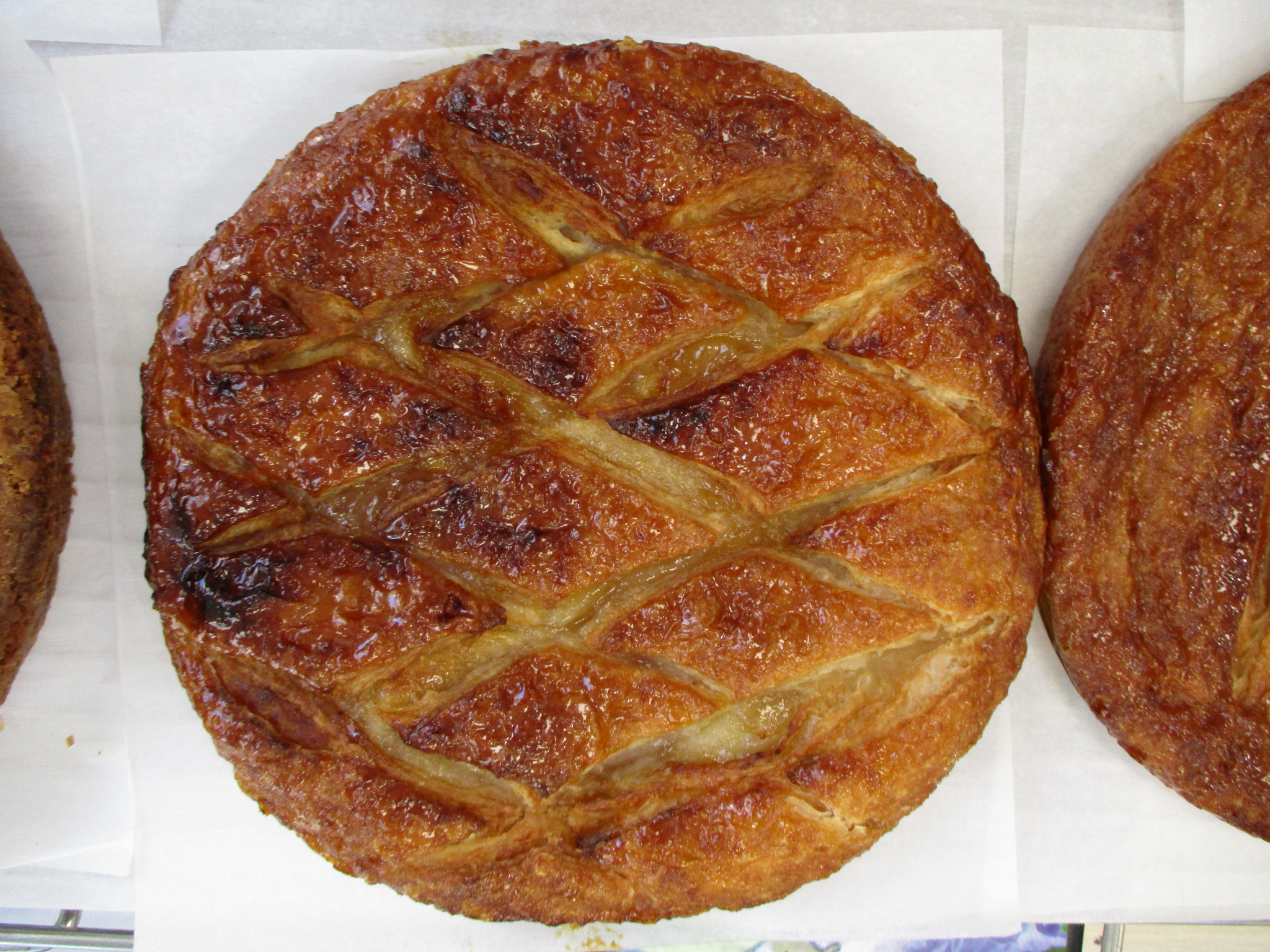
Kouign-amann
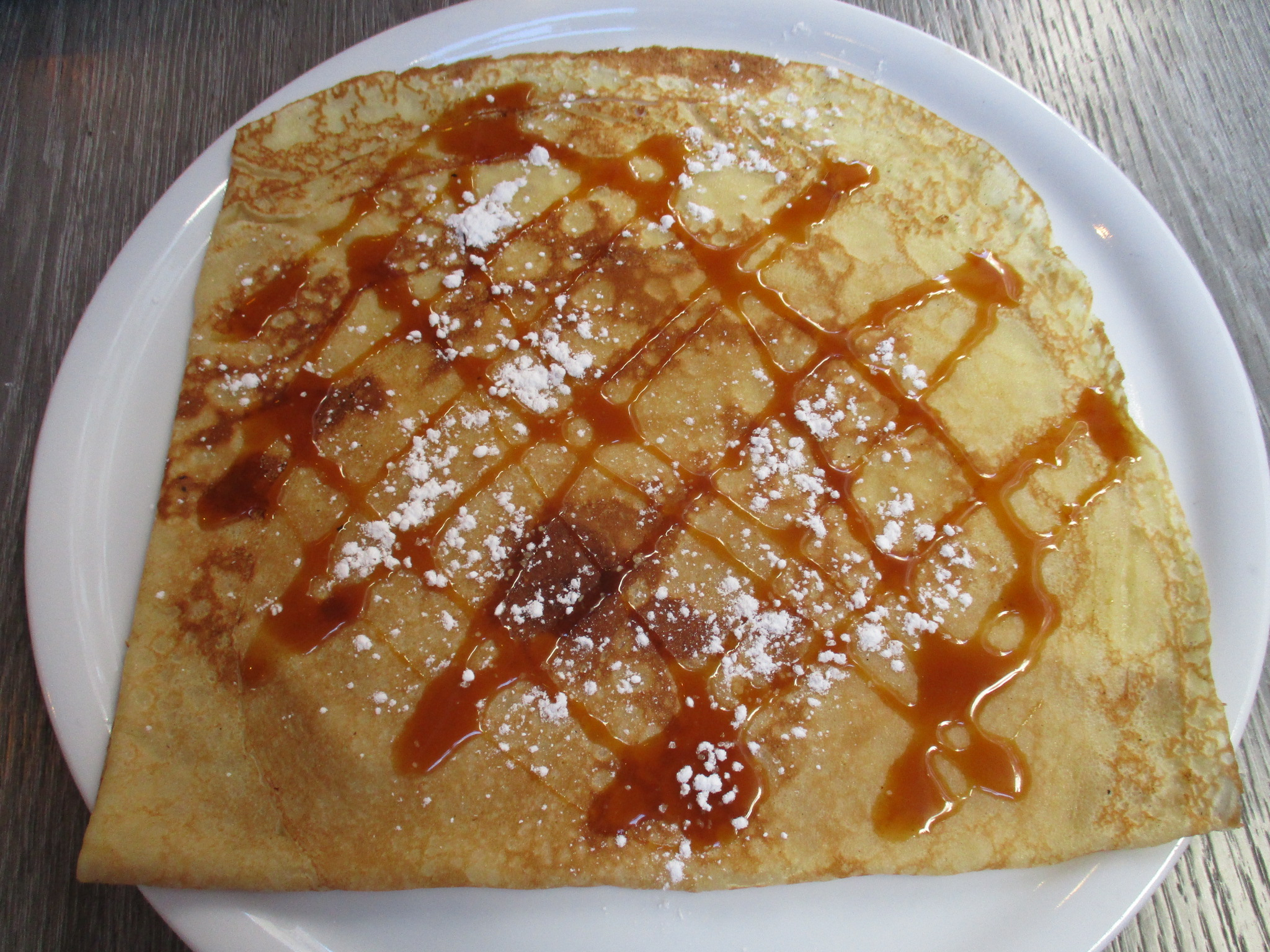
Avec une crêpe bretonne.
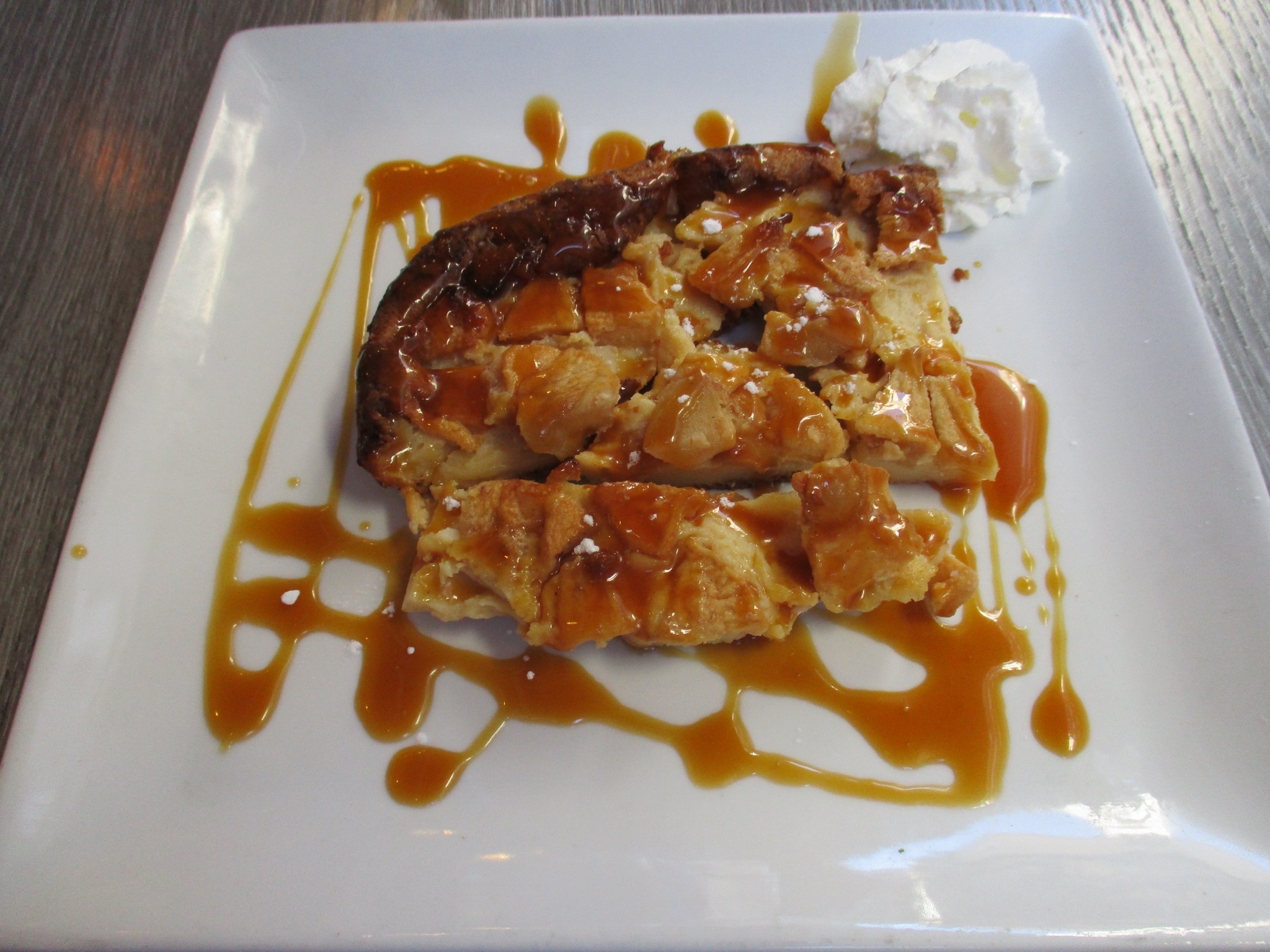
Avec du far breton.

Le caramel au beurre salé, emblématique de Bretagne, décliné sous diverses formes (bonbon, pâte à tartiner, caramel liquide) intègre à ce jour avec succès de nombreuses recettes dans le monde de confiserie, pâtisserie, crêpe, gaufre, brioche, crème glacée, gelato, sundae, pancake, crumble... et de nombreux produits de l'industrie agroalimentaire.

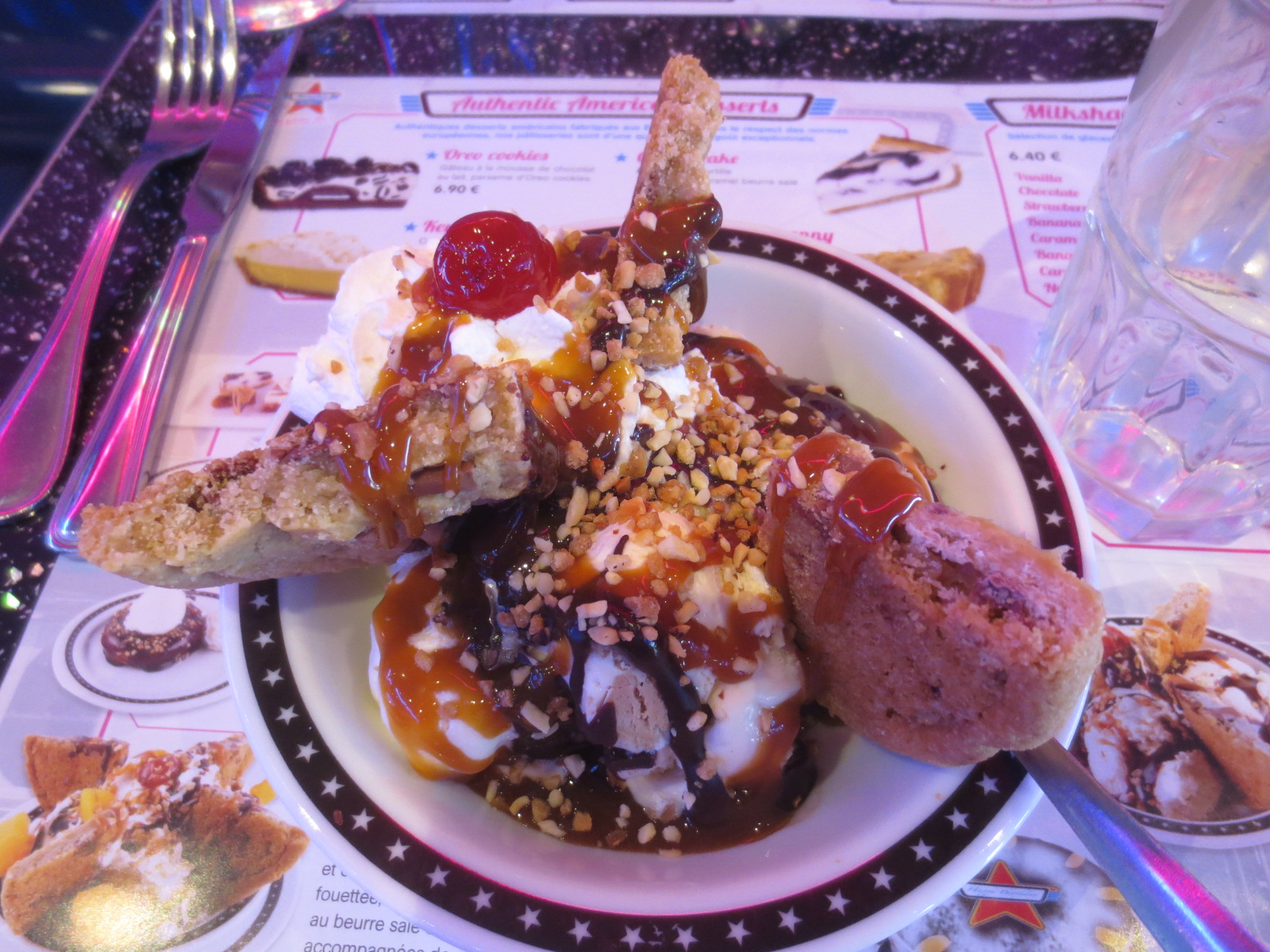
Avec crème glacée.
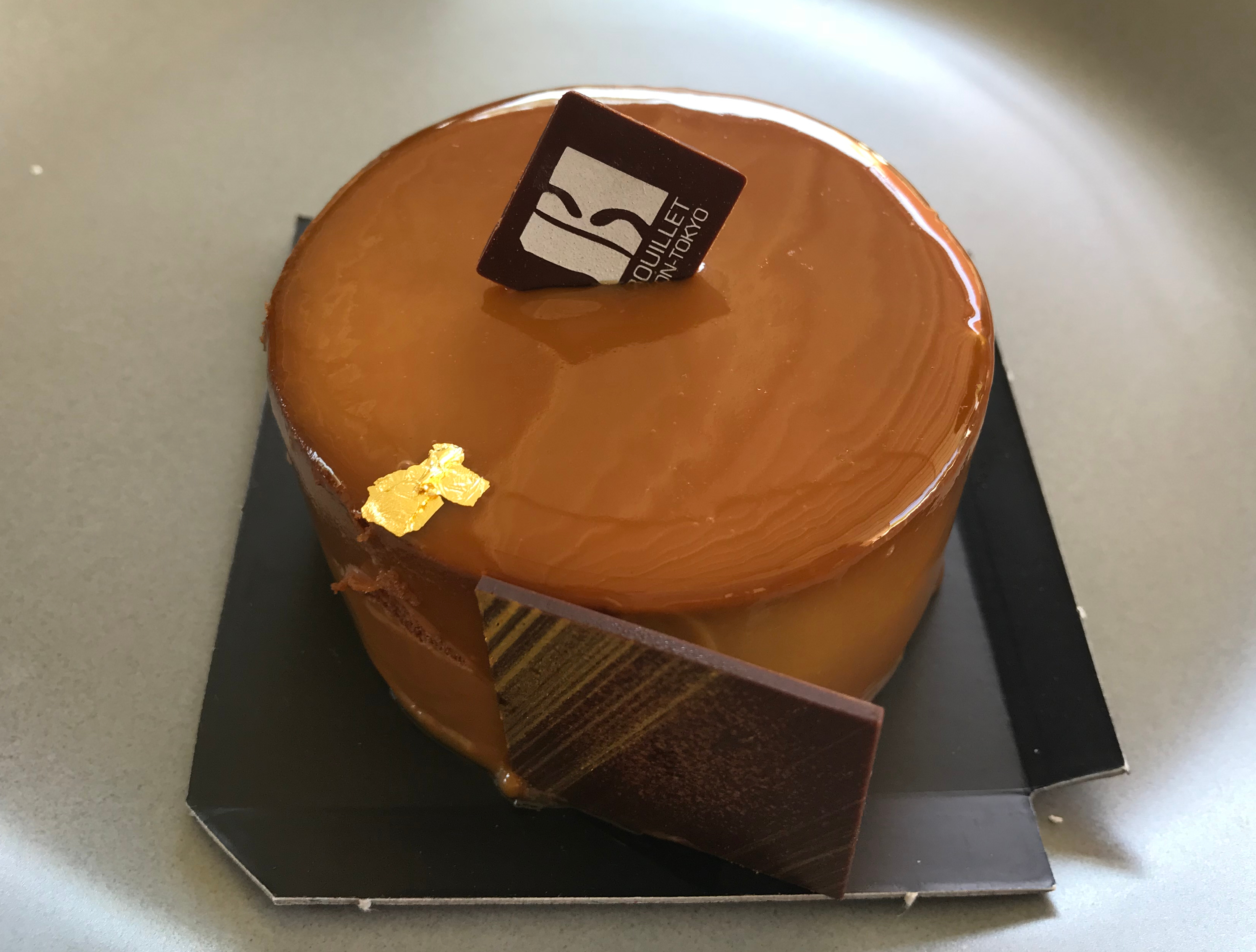
Avec un gâteau pâtissier.
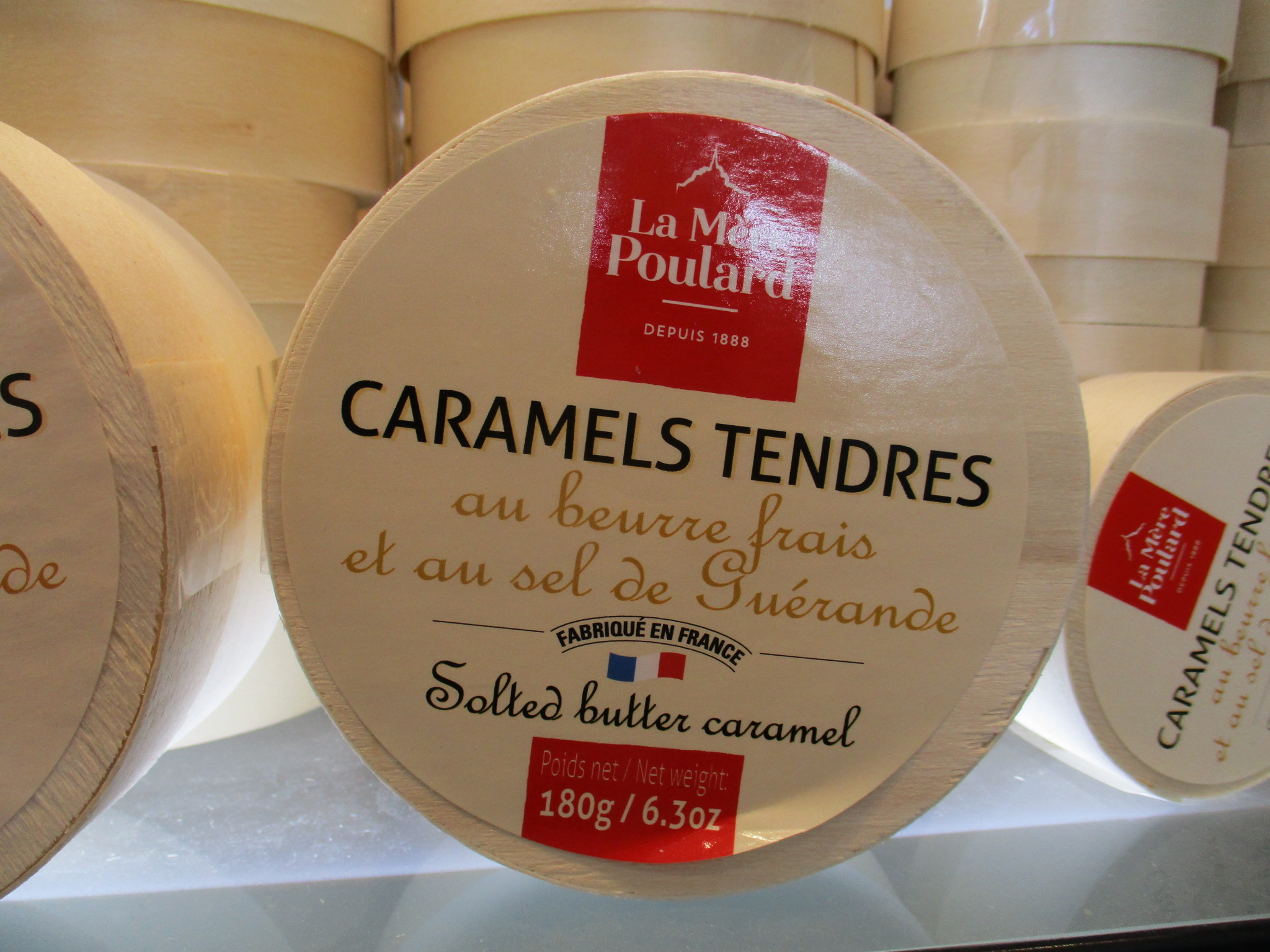
Caramel au beurre salé.
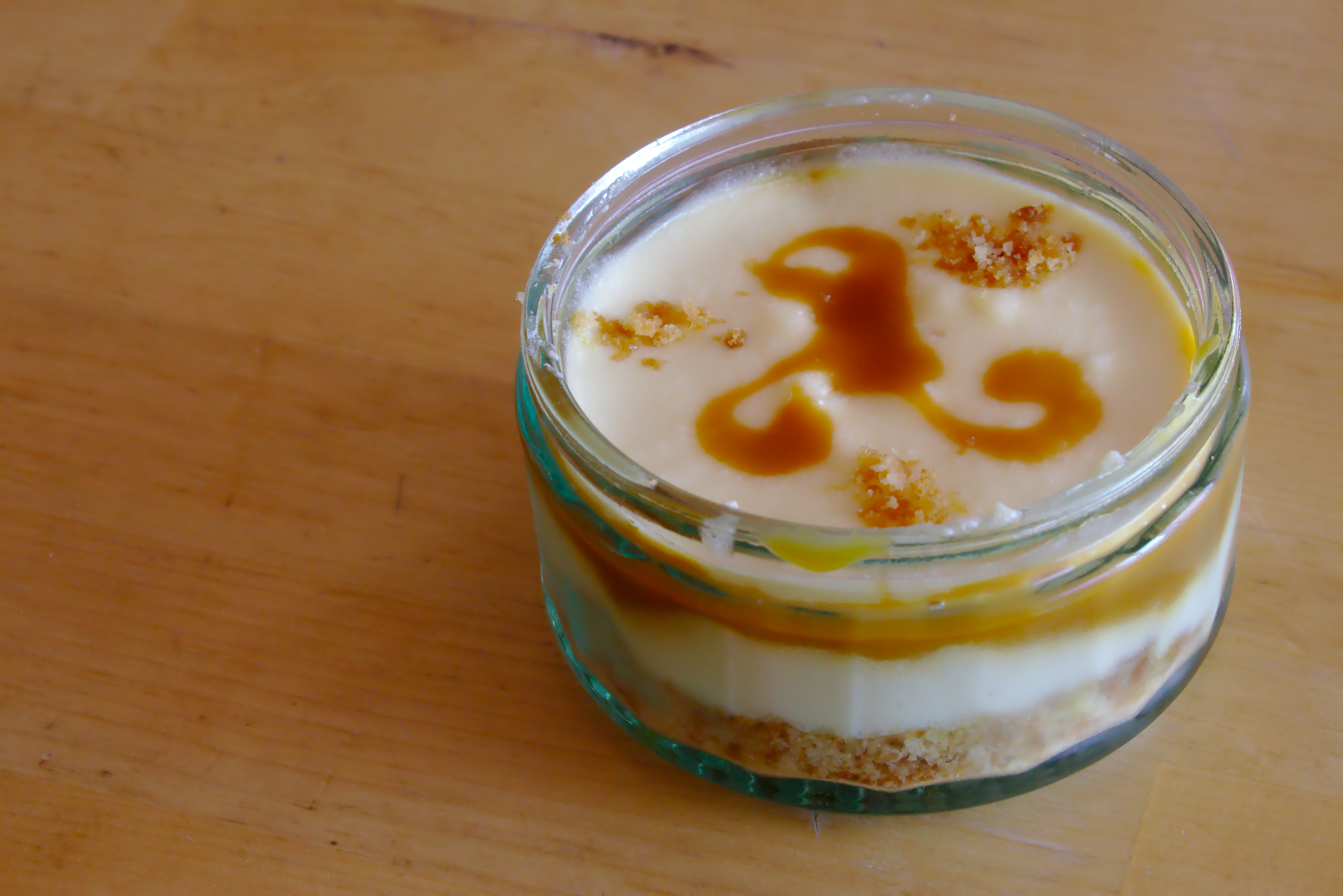
Avec un tiramisu.
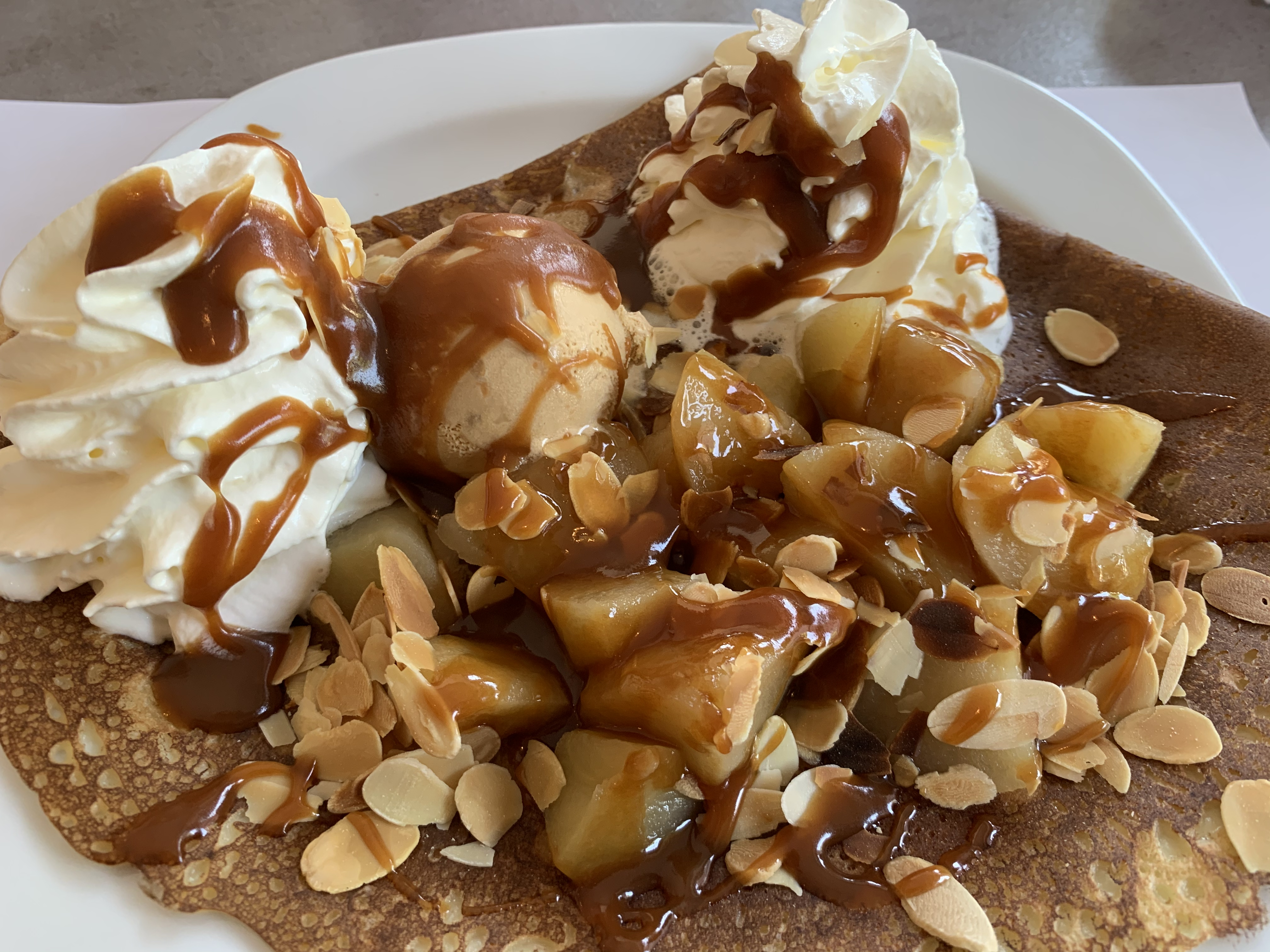
Avec crêpe, fruits et crème glacée.

## Recette
Faire fondre puis caraméliser du sucre dans une casserole avec du beurre salé et de l'eau. Ajouter la crème fraîche liquide, brasser et cuire encore quelques minutes suivant la consistance souhaitée,,,.